# 小行星17073
小行星17073（17073 Alexblank）是一颗绕太阳运转的小行星，为主小行星带小行星。该小行星于1999年4月6日发现。

## 轨道参数
小行星17073的轨道半长轴为2.8928504 UA，离心率为0.096。